# Смерть Марата
«Смерть Мара́та» (фр. La Mort de Marat) — картина французского художника Жака Луи Давида. Является одной из самых известных картин, посвящённых Великой французской революции.

## Сюжет и история создания
Картина повествует о судьбе Жана Поля Марата, журналиста радикальной газеты «Друг народа», лидера якобинцев. Марат был одним из наиболее ярых сторонников якобинского террора. Заболев кожной болезнью, Марат не выходил из дома и, чтобы облегчить свои страдания, принимал ванны. 13 июля 1793 года он был заколот ножом в своей квартире дворянкой Шарлоттой Корде.
Надпись на деревянной тумбе — авторское посвящение: «Марату, Давид». В руке Марата зажат листок с текстом: «13 июля 1793, Мари Анна Шарлотта Корде — гражданину Марату. Я несчастна, а потому имею право на вашу защиту». На самом деле Марат не успел получить эту записку — Корде убила его раньше. Хотя многие исследователи утверждают, что эпизод с запиской был полностью выдуман художником, чтобы ещё больше подчеркнуть драму. Его поза и рана чуть ниже ключицы напоминают образ Иисуса в момент снятия с креста. Жестокое убийство художник превращает в почти сакральную сцену мученичества. Положение правой руки Марата напоминает аналогичную деталь в знаменитой картине «Погребение Христа», или «Положение во гроб», работы Караваджо.
Давид поднёс картину Конвенту. В своей речи депутатам он сказал:
«Народ обращался к моему искусству, желая вновь увидеть черты своего друга… Я услышал голос народа, я повиновался ему. — Спешите все! Мать, вдова, сирота, угнетённый солдат, все вы, кого Марат защищал до конца своей жизни, приблизьтесь! И посмотрите на своего друга. Того, кто стоял на страже, уже нет. Его перо, ужас изменников, выпадает из его рук. О, горе! Ваш неутомимый друг мёртв!»
Картина была необычайно популярна, существует несколько повторений — авторских и художников его школы («Смерть Марата». Ок. 1793. Мастерская Давида. Музей изящных искусств в Реймсе; «Смерть Марата». Ок. 1793. Мастерская Давида. Музей изящных искусств в Дижоне; «Жан Поль Марат, убитый в ванне 13 июля 1793 года». XIX в. Ж.-М. Ланглуа по ор. Давида. Версаль).
По достоинству оценил полотно Бодлер: по его определению, Марат являет «перед нами трагедию, полную живой боли и ужаса». «В картине есть что-то нежное и одновременно щемящее; в холодном пространстве этой комнаты, меж этих холодных стен, над холодной зловещей ванной парит душа».
В настоящее время картина находится в Брюсселе, в собрании Королевского музея изобразительных искусств.

## Другие картины на этот сюжет
- «Убийство Марата». Л. Брион де Ла Тур. Ламбине.
- «Убийство Марата». Антуан Жозеф Вирц — музей искусства и промышленности Андре Дилижана в Рубе (в Советском Союзе выпускалась открытка — репродукция картины, а в 1996 году она была размещена на почтовой блокмарке).
- «Шарлотта Корде. Смерть Марата». Жюль-Шарль Авиа[фр.]. Руан. Художественный музей.
- «Смерть Марата». 1927—1929. Гончаров А. Д. (прослеживается влияние экспрессионизма). ГТГ.
- «Смерть Марата». 1888. Ж. Рок. Музей августинцев в Тулузе.

На картине Поля Жака Бодри главным героем является уже убийца, а не жертва. Картина и называется соответствующе — «Шарлотта Корде» (1860, Музей изящных искусств в Нанте). Также истории смерти Марата посвящено множество гравюр и рисунков разных художников.

## «Смерть Лепелетье де Сен-Фаржо»
К картине «Смерть Марата» Давид написал парную: «Смерть Лепелетье де Сен-Фаржо». Аристократ Лепелетье, сторонник революции, во время голосования по вопросу о казни короля Людовика XVI, когда голоса собравшихся разделились поровну, подал последний, решающий голос в пользу казни. В день казни короля он был убит офицером королевской гвардии, после чего был провозглашён «мучеником революции».
Однако позднее дочь Лепелетье, Сюзанна, будучи ярой монархисткой, ненавидевшей своего отца, скупала все репродукции картины Давида «Смерть Лепелетье де Сен-Фаржо» и уничтожала их. В конце концов она за огромные деньги выкупила у сына художника оригинал картины и сожгла его. Как выглядела картина, известно благодаря случайно уцелевшей репродукции и рисунку ученика художника, Анатоля Девожа.